# En defensa propia
En defensa propia es una película de cine mudo dramática mexicana de 1917, dirigida por Joaquín Coss, producida, escrita y protagonizada por Mimí Derba, junto a María Caballé, Julio Taboada y Catalina D'Erzell. Esta película marcó el debut filmográfico de la actriz y comediante Sara García, quien participó en la producción con un papel secundario, pero años después se consagró actoralmente hasta llegar a ser conocida como La Abuelita de México.

## Argumento
La recientemente huérfana Enriqueta tiene que trabajar para ganarse la vida; encuentra empleo con el viudo Julio Mancera, para quien trabaja como institutriz de su pequeña hija. Después de un tiempo, los dos se enamoran y se casan. Pero luego, la prima de Julio, Eva, regresa de Europa y trata de separar a la pareja. Casi tiene éxito, pero sus planes se ven frustrados en una fiesta que da para Julio y sus amigos, donde es sorprendida por Julio, Enriqueta y los otros invitados en una situación comprometedora con el mejor amigo de Julio, Mauricio. 

## Reparto
- Mimí Derba como Enriqueta[5]
- María Caballé como Eva[5]
- Julio Taboada como Julio Mancera[5]
- Catalina D'Erzell con personaje desconocido[5]
- Joaquín Coss como padre de una niña[5]
- Alberto Morales como Don Homobono[5]

### Con personajes desconocidos
- Salvador Arnaldo[5]
- Manuel Arvide[5]
- Socorro Astol[5]
- Manuel Campa Siliceo[5]
- Carpio Sr.[5]
- Beatriz Cassian[5]
- Pilar L. Cotta (acreditada como Pilar Cota)[5]
- Nelly Fernández[5]
- Sara García[5]
- Eduardo Gómez Haro[5]
- José Luzac[5]
- Josefina Maldonado[5]
- Rodolfo Navarrete[5]
- Álvaro Nicolau[5]
- Pedro de la Torre[5]

## Preservación
No se tiene registro de ninguna copia preservada de la cinta, y solo existe un corto fragmento de video con una escena de la misma, por lo que es considerada como una película perdida. En 2011, se publicó una lista de películas mexicanas perdidas buscadas por la filmoteca de la Universidad Nacional Autónoma de México (UNAM), en la que se incluyó a En defensa propia.